# Ulrike Mai
Ulrike Mai (née Kunze) est une actrice allemande née le 6 janvier 1960 à Dresde.

## Biographie
Ulrike Mai a poursuivi des études de libraire à Dresde, ensuite elle a étudié de 1978 à 1981 à l'école de théâtre de Rostock. 
Elle est engagée pour quelques saisons à partir des années 1980 sur les scènes des théâtres de la région de Magdebourg, puis dans la troupe du DFF, à partir de 1997.
À côté de cela, elle a travaillé quelques années dans la postsynchronisation et a prêté sa voix entre autres à Miroslava Šafránková.
En 1987, elle a épousé l'acteur Jürgen Mai.
Ulrike Mai joue le rôle d'Helga Plenske dans Le Destin de Lisa et Le Destin de Bruno.

## Filmographie
- 1980 : La Jeunesse de Pierre Le Grand (Юность Петра, Younost Petra) de Sergueï Guerassimov : Anna Mons
- 1981 : Le Début des affaires glorieuses (В начале славных дел, V natchale slavnykh del) de Sergueï Guerassimov : Anna Mons
- 1982 : Sachsens Glanz und Preußens Gloria
- 1987 : Die gläserne Fackel
- 1988 : Präriejäger in Mexiko
- 1992 : Karl May
- 1991 : Der Tote im Park
- 1993 : Tatort - Flucht nach Miami
- 1995 : Mordlust
- 1998 : Erntedank
- 2002 : Unser Papa, das Genie
- 2006 : Es war Mord und ein Dorf schweigt

### Séries
- 1988 : Rita von Falkenhain
- 1992-1994 Marienhof
- 1994 Der König
- 1994 Für alle Fälle Stefanie
- 1995 Polizeiruf 110
- 1997 Liebling Kreuzberg
- 1998 Tatort
- 2000 Der Landarzt
- 2009 Duo de maîtres
- 2002-2009 Charly la malice (2 épisodes)
- 2005- 2007 Le Destin de Lisa et Le Destin de Bruno
- 2012 Alles Klara
- 2013 Alles Chefsache!